# قية ديبي (تشهاردانغة)
قیة دیبي (بالفارسية: قیه‌دیبی) هي منطقة سكنية تقع في إيران في قسم تشهاردانغة الریفي. يقدر عدد سكانها بـ 67 نسمة.